# International Archive of Women in Architecture

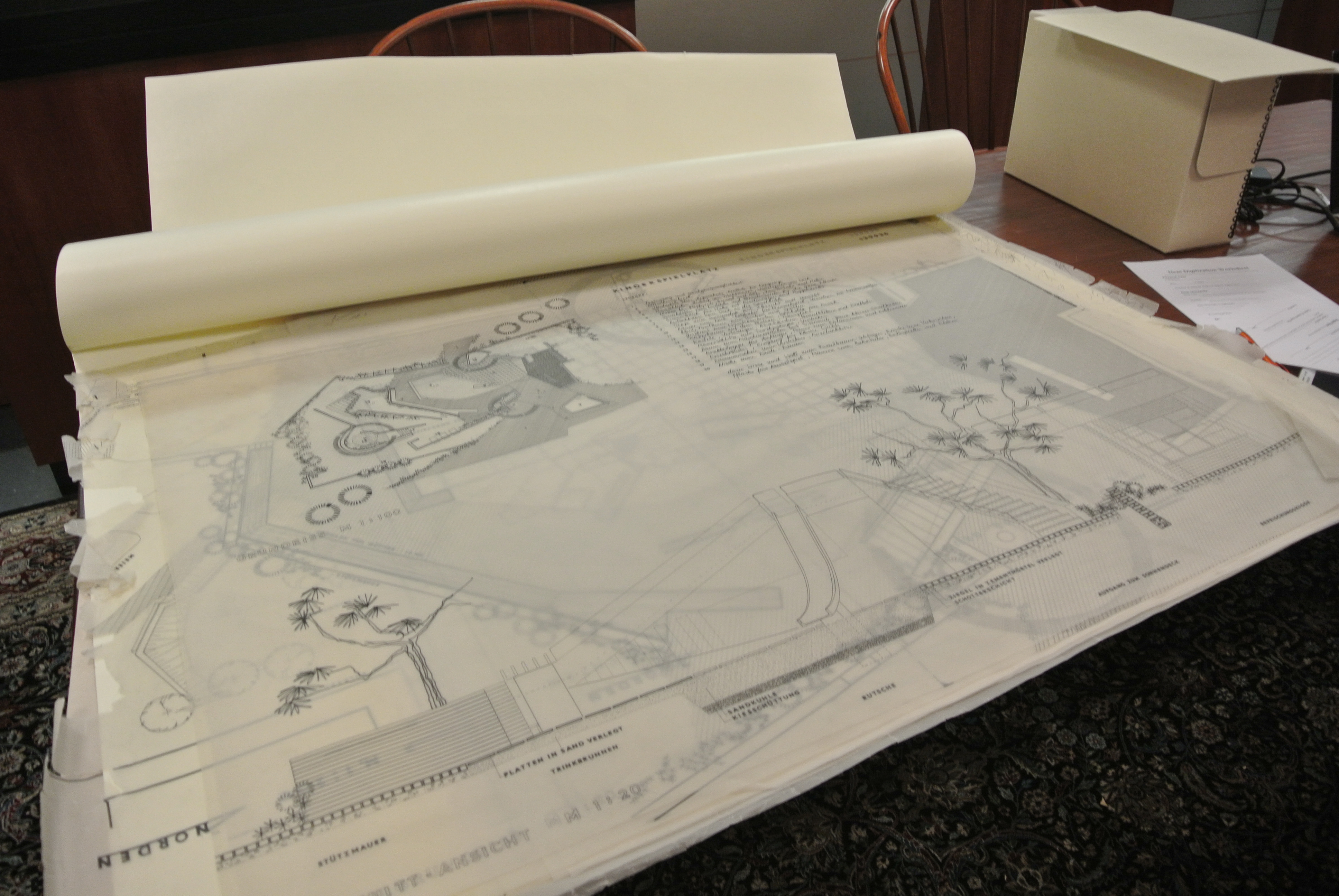
Im IAWA archivierte Architekturzeichnung

Das International Archive of Women in Architecture (IAWA) wurde 1985 an der Virginia Polytechnic Institute and State University (Virginia Tech), Blacksburg, Virginia, USA, gegründet. Das Archiv sammelt Entwürfe und Dokumente von Architektinnen, um sie für die Nachwelt zu bewahren und zugänglich zu machen. Seit 2001 vergibt das IAWA alljährlich den Milka Bliznakov Research Prize, um historische Forschung zu Frauen in der Architektur zu fördern.

## Geschichte
Die Initiative für das IAWA ging Anfang der 1980er Jahre von Milka Bliznakov (1927–2010), Architekturprofessorin an der Virginia Tech, aus, als ihr klar wurde, wie wenige Informationen über Architektinnen gefunden werden konnten. Entwurfszeichnungen von Architektinnen standen nicht zur Verfügung und konnten daher in Vorlesungen und Seminaren nicht verwendet werden. Bliznakov bezweifelte, dass es keine praktizierenden Architektinnen gegeben hätte. Stattdessen ging sie davon aus, dass nur die Informationen darüber fehlten, wer sie waren, wo sie tätig gewesen waren und was sie erreicht hatten. Ein Schlüsselerlebnis war für sie der Verlust des Nachlasses einer Bekannten, die mehr als 50 Jahre in Bulgarien und Deutschland als Architektin gearbeitet hatte: “Her family saw no value in the sketches, in the drawings, specifications, business correspondence, everything she had created during almost 60 years of architectural practice, and threw it all away” („Ihre Familie sah keinen Wert in ihren Skizzen, in ihren Zeichnungen, Spezifikationen, Geschäftskorrespondenz, alles, was sie in fast 60 Jahren Architekturpraxis geschaffen hatte, und warf alles fort“), erinnerte sich Bliznakov später. Donna Dunay, Vorsitzende des IAWA-Beirats, hat vermerkt, dass es Architektinnen gegeben hätte, die sorgfältig die Arbeit ihrer Ehemänner bewahrt hätten, wogegen sie ihre eigene weggeworfen hätten.
1983 begann Bliznakov, Architektinnen in den USA und in Europa anzusprechen. Nach eigener Aussage schrieb sie mehr als 1.000 Briefe und besuchte mehrere Länder. Die Idee eines Archivs des Werks von Frauen fand Anklang, obwohl auch kritisch gefragt wurde, wie sinnvoll eine Trennung der Arbeiten von Frauen und Männern sei. Ab 1985 arbeitete Bliznakov mit Glenn L. McMullen, dem Leiter der Special Collections der Virginia Tech’s Newman Library, und später auch mit der Virginia Tech-Archivarin Laura H. Katz zusammen. So wurde das IAWA als gemeinsames Programm zweier Einrichtungen von Virginia Tech etabliert, des College of Architecture and Urban Studies und der University Libraries. 1987 hatte das Archiv die Unterlagen von 28 Frauen aus Österreich, Spanien, der Schweiz, den Niederlanden, USA und Westdeutschland erhalten. Auch die L'Union Internationale des Femmes Architectes (UIFA) hatte Materialsammlungen beigetragen. 1999 konnte das IAWA bereits mehr als 160 Sammlungen aufweisen. Heute sind es mehr als 450 mit mehr als 50 Kubikmetern, davon 150 Sammlungen mit unveröffentlichten Manuskripten.
Um sein 25-jähriges Bestehen zu würdigen, plante das IAWA, gemeinsam mit der UIFA Japan die Ausstellung “For the Future: Pioneering Women in Architecture From Japan and Beyond” („Für die Zukunft: Pionierfrauen in der Architektur aus Japan und jenseits davon“) in Tokio auszurichten. Das Tōhoku-Erdbeben im März 2011 erschwerte zwar die Umsetzung, die Ausstellung fand aber im Juni 2011 trotzdem statt.
Anlässlich des 30-jährigen Jubiläums richtete das IAWA im Jahr 2015 den 18. Kongress der UIFA unter dem Motto „Contributing to the Constellation“ („Zum Sternbild beitragen“) in Washington, D. C. und Blacksburg aus.

## Zielsetzung und Auftrag
Die Zielsetzung des Archivs ist es, die Geschichte der Beteiligung von Frauen in der Architektur zu dokumentieren. Zu diesem Zweck sammelt das Archiv die beruflichen Dokumente von Architektinnen, Gartenarchitektinnen, Designerinnen, Architekturhistorikerinnen und -kritikerinnen und Stadtplanerinnen sowie die Unterlagen von Architektinnenverbänden. Die Unterlagen werden konserviert, archiviert und Forschern zugänglich gemacht.

## Sammlungen

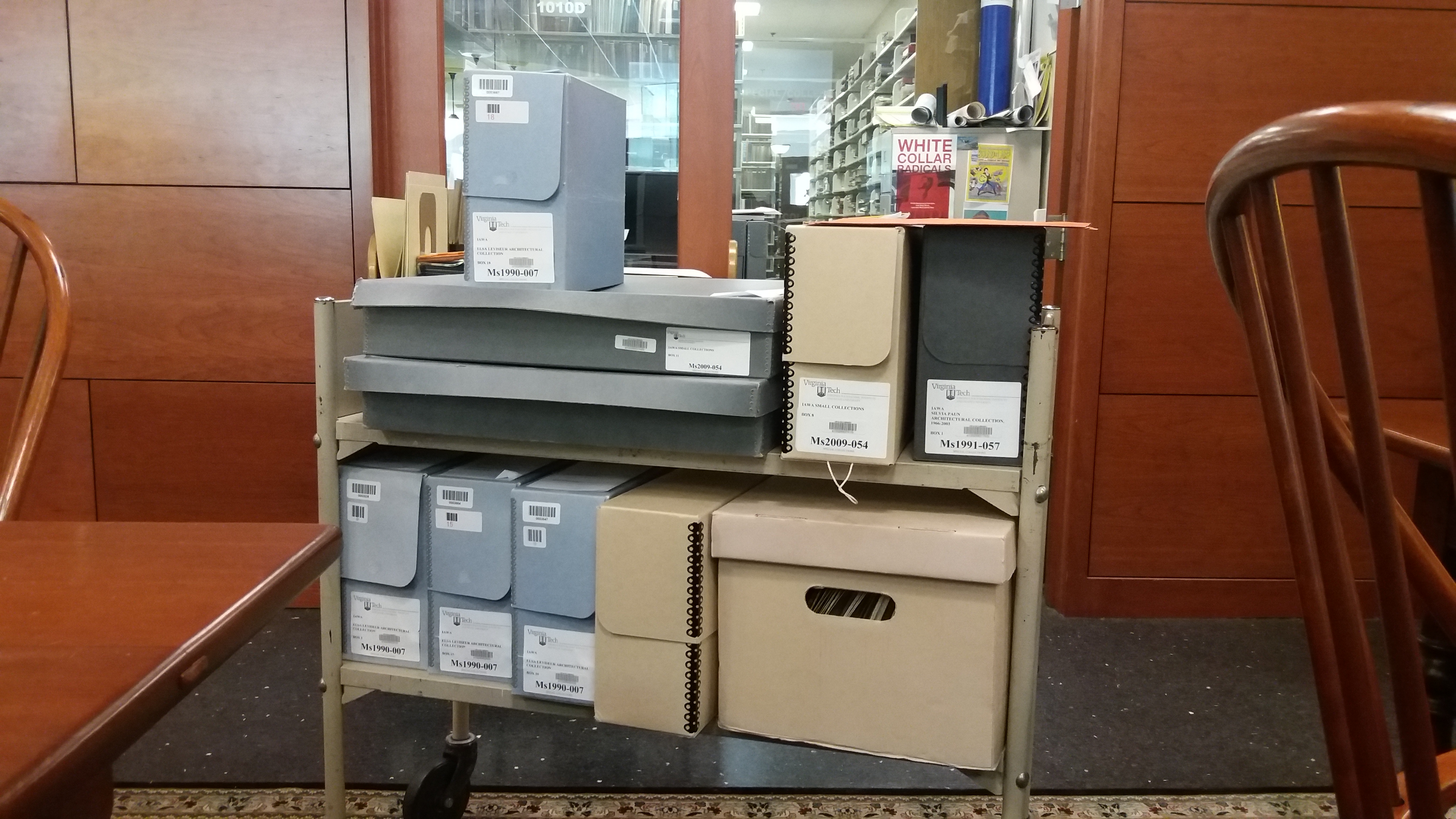
Im Inneren des IAWA

Zu Beginn sammelte das IAWA vor allem die Dokumente von Frauen, die zu einer Zeit in der Architektur tätig waren, als es nur wenige Frauen in diesem Berufsfeld gab. Das IAWA nimmt nun aber auch Unterlagen auf, die die Arbeit von Architektinnen aus allen Generationen dokumentieren, um signifikante Lücken bei den verfügbaren Primärquellen für Forschungen in die Architektur-, Frauen- und Sozialgeschichte zu schließen. Der Umfang der gesammelten Vor- und Nachlässe der Architektinnen reicht von einigen wenigen Architekturzeichnungen bis hin zum kompletten Geschäftsbetrieb einer Architekturschaffenden, d. h. Architekturzeichnungen, Skizzen, Fotografien und Geschäftskorrespondenz.
Darüber hinaus sammelt das IAWA Bücher, biografische Informationen und veröffentlichte Schriften zur weltweiten Geschichte von Frauen in der Architektur. Das IAWA hat Unterlagen zu Frauen aus fast vierzig Ländern. Wichtige Vor- und Nachlässe des IAWA sind:
- Lois Gottlieb (* 1926) aus San Francisco, Innenarchitektin und Autorin
- Louise Hall (1905–1990), 1931–1973 Professorin für Kunst und Architektur an der Duke University
- L. Jane Hastings (* 1928), amerikanische Architektin, Gründerin der Architekturfirma Hastings Group, erster weiblicher Chancellor des American Institutes of Architects (AIA)
- Anna Keichline (1889–1943), amerikanische Architektin, Erfinderin des „K-Brick“
- Yasmeen Lari (* 1942), erste Architektin Pakistans
- Elsa Leviseur (* 1932), südafrikanische Architektin, die in Südafrika, Kalifornien und England praktizierte und lehrte
- Eleanore Pettersen (1916–2003), amerikanische Architektin, erste Frau, die in New Jersey ihr Architekturbüro eröffnete
- Sigrid Lorenzen Rupp (1943–2004), deutsch-amerikanische Architektin, die in Palo Alto, Kalifornien, praktizierte
- Beverly Willis (1928–2023), Architektin aus San Francisco
- Zelma Wilson (1918–1996), amerikanische Architektin
- Liane Zimbler, geb. Juliana Fischer (1892–1987), österreichische Architektin, eine der ersten europäischen Architektinnen, emigrierte 1938 in die USA

Ein Teil der Sammlungen wurde gescannt und ist über die Bilddatenbank der Virginia Tech (VT Imagebase) online zugänglich.

## Milka Bliznakov Research Prize
Der Preis wurde 2001 unter dem Namen Milka Bliznakov Prize Fund ins Leben gerufen, um die Gründerin des IAWA zu ehren und um die Nutzung der Sammlung des Archivs zu fördern. Der Vergabeprozess besteht aus zwei Schritten: Zunächst reichen Antragsteller – gedacht ist an Architekten, Wissenschaftler, Forscher und Studierende – eine Beschreibung ihres geplanten Forschungsprojekts ein, das dazu beitragen soll, die bestehende Lücke des geschichtlichen Wissens über die Leistungen von Frauen in der Architektur zu schließen. Mehrere der beantragten Projekte werden gefördert. Der Preisträger selbst wird im Folgejahr aus den abgeschlossenen Projekten ausgewählt. 2011 wurde der Preis in Milka Bliznakov Research Prize umbenannt. Die Vergaberichtlinien wurden dahingehend geändert, dass nun für einen Teil des Projekts die IAWA-Sammlung verwendet werden muss.
| Jahr | Preisträger |
| ---- | --- |
| 2001 | Claire Bonney: The Work and Life of Adrienne Gorska |
| 2002 | Elizabeth Birmingham: Searching for Marion Mahony: Gender, Erasure, and the Discourse of Architectural Studies. |
| 2003 | Ozlem Erkarslan: Turkish Women Architects in the Late Ottoman and Early Republican Era 1908–1960 |
| 2003 | Barbara Nadel: Security Design: Achieving Transparency in Civic Architecture. |
| 2004 | Janet Stoyel: Sonicloth |
| 2004 | Dorrita Hannah: un-housing performance: The Heart of PQ |
| 2005 | Isabel Bauer: Architekturstudentinnen der Weimarer Republik |
| 2005 | Carmen Alonso Espegel: Heroines of the Space |
| 2005 | Bobbye Tigerman: ‘I Am Not a Decorator’. Florence Knoll, the Knoll Planning Unit, and the Making of the Modern Office |
| 2005 | Ehrung: Joseph Chuo Wang |
| 2006 | Eran Ben-Joseph, Holly D. Ben-Joseph und Anne C. Dodge: Against All Odds: MIT’s Pioneering Women of Landscape Architecture (Belobigung) |
| 2007 | Keine Preisvergabe |
| 2008 | Martha Alonso, Sonia Bevilacqua und Graciela Brandariz: Odilia Suárez: The Exemplary Trajectory of an Architect and Urbanist in Latin America. |
| 2008 | Despina Stratigakos: A Woman’s Berlin |
| 2008 | Belobigung für Lori Brown: Feminist practices [Ausstellung] |
| 2009 | Patrick Lee Lucas: Sarah Hunter Kelly: Designing the House of Good Taste |
| 2010 | Inge Schaefer Horton: Early Women Architects of the San Francisco Bay Area |
| 2011 | Lindsay Nencheck: Organizing Voices: Examining the 1974 Women in Architecture Symposium at Washington University in St. Louis |
| 2012 | Andrea J. Merrett: Feminism in American Architecture: Organizing 1972–1975 |
| 2013 | Robert Holton, Natalie De Blois – The role and contribution in the design of three pivotal SOM projects completed in New York City between 1950–1960: the Lever House, the Pepsi-Cola building and the Union Carbide                                                                       |
| 2014 | Meredith Sattler: Early Technological Innovation in the Systems Approach to Environmental Design: Situating Beverly Willis and Associates’ CARLA platform [Computerized Approach to Residential Land Analysis] within the developmental trajectory of Geographic Information Systems (GIS) |
| 2015 | Claire Bonney Brüllman: The Work and Life of Adrienne Gorska |
| 2015 | Sarah Rafson: CARY (Chicks in Architecture Refuse to Yield) |
| 2016 | Ines Moisset: Women Architects on the Web |
| 2016 | Tanja Poppelreuter: Refugee and émigré female architects before 1940 |
| 2017 | Rixt Hoekstra: Regarding De Stijl through a Gender Perspective: The Work and Life of Han Schröder (1918–1992) |
| 2017 | Kirat Kaur Pandher: Indian Architects: A Proposal for Directed Expansion (Preis für Studierende) |
| 2018 | Alex Bala: Hanna Adamczewska-Wejchert, a lead designer of the industrial city of Tychy |
| 2019 | Eva Alvarez, Carlos Gomez: Pluralism and Diversity in the Profession - Women Architects Speaking Spanish at the IAWA |
| 2019 | Daniela Urazán (Studierendenpreis): The Architecture of Care: Women Architects and Places in Need |
| 2020 | ausgefallen wegen COVID-19-Pandemie |
| 2021 | ausgefallen wegen COVID-19-Pandemie |